# Кароліна Лянцкоронська
Кароліна Лянцкоронська (пол. Karolina Lanckorońska), повне ім'я — Кароліна Марія Аделайда Францішка Ксавера Малгожата Едіна Лянцкоронська з Бжезя гербу Задора (пол. Karolina Maria Adelajda Franciszka Ksawera Małgorzata Edina Lanckorońska z Brzezia herbu Zadora; нар. 11 серпня 1898, Нижня Австрія — пом. 25 серпня 2002, Рим) — польська історикиня і мистецтвознавиця, діячка Полонії в Італії, графівна, остання представниця давнього шляхетського роду Лянцкоронських. Відома як гуманістка, правозахисниця, патріотка, науковиця та меценатка.

## Життєпис
Народилася у Відні у сім'ї графа Кароля Лянцкоронського, який був радником цісаря Франца Йосипа, адміністратором цісарського двору, сенатором Віденського парламенту та чи не найвідомішим у імперії мистецтвознавцем, колекціонером і меценатом.
1921 року закінчила Віденський університет за спеціальністю «історія мистецтв» і незабаром переїхала до Львова. 1934 року стала першою жінкою, яка захистила докторську дисертацію в Університеті Яна-Казимира у Львові і взагалі першою жінкою у Польщі, яка здобула докторський ступінь із мистецтвознавства. У міжвоєнні роки часто навідувала родовий маєток поблизу Комарно, який дістався їй у спадок після смерті батька.
Друга світова війна застала Кароліну у Львові. Після окупації міста Червоною Армією вона далі читала лекції в університеті, день у день чекаючи арешту органами НКВС, співробітники якого могли вбачати у ній лише «поміщицю». Хоча енкаведисти помилялися, бо міжвоєнна Польща була фактично досить таки соціалістичною: не визнавала шляхетських титулів і привілеїв, а угіддя великих землевласників у 30-х роках було значною мірою парцельовано і передано в обробіток реальним землеробам.
На початку 1940 року Лянцкоронська вступила до підпільної організації «Спілка збройної боротьби». У травні 1941 року зуміла з підробленими документами перейти межу з німецькою зоною окупації і дістатися Кракова. Оскільки займатися науковою та викладацькою справою у польському генерал-губернаторстві виявилося неможливим, вона відразу з головою поринула у діяльність, яка нині називається «правозахистом».
Спочатку вона працювала медсестрою «Червоного Хреста» — у краківських шпиталях для польських військовополонених, щойно звільнених німцями з таборів через голод, епідемію туберкульозу, а відтак масову загибель в'язнів. Серед колишніх вояків польського війська було чимало й українців-галичан. Як твердить Кароліна у власній книзі «Воєнні спомини» (пол. Wspomnienia wojenne), вони одержували медичну допомогу та моральну підтримку сестер «Червоного Хреста» нарівні з поляками. В тих мемуарах Кароліна також відзначає, що усвідомлення необхідності діалогу і порозуміння між галицькими поляками та українцями було притаманне всій родині Кароля Лянцкоронського. На жаль, страхітливі події українсько-польського протистояння 40-х років похитнули ці переконання.
Ще у 1941 році стала одним із лідерів «Головної опікунської ради» — організації, завданням якої було надання гуманітарної допомоги в'язням нацистських тюрем. Користуючись тим, що давній друг сім'ї Лянцкоронських краківський єпископ Адам Сапіга домігся у німців легалізації роботи Ради, Кароліна без великих труднощів відвідувала чимало тюрем південної частини генерал-губернаторства та засновувала місцеві комітети допомоги в'язням. Подорожуючи як адміністратор Ради, підтримувала зв'язки з підпіллям. Та, кінець кінцем, прагнула повернутися до родинного краю — до Львова.
У Львові та Станіславові працювала над створенням філій Опікунської ради. Налагоджувала гуманітарну допомогу в'язням сумновідомої львівської тюрми на Лонцького, стараючись залучити до цієї справи польську, єврейську та українську громадськість, щоб хоч у такий спосіб згладити взаємну недовіру та упередженість, що існували між ними. Завдяки активності Опікунської ради нарешті вдалося налагодити систему гуманітарної допомоги 27 тисячам в'язнів на просторі від Кракова до Львова та Коломиї.
Одночасно з легальною діяльністю в Опікунській раді безстрашна шляхтянка намагалася виявити обставини позасудової страти гестапівцями 23 своїх колишніх колег — професорів львівського університету. Згодом наткнулася на таємниці масової депортації цивільного населення Львова, розстрілу інтелектуальної еліти Станіславова у Чорному лісі і також намагалася встановити істину про ці трагедії. Тому й не дивно, що вже невдовзі, у травні 1942 року, за таку нечувану зухвалість головний кат львівської та станіславівської інтелігенції, шеф станіславівського гестапо Ганс Крюгер заарештував її в Коломиї. За цих обставин неминучими їй здавалися розстріл або голодна смерть у станіславівській катівні на Білінського. Тільки завдяки клопотанню італійської королівської родини, адресованому до найвищих керівників Райху, страту було скасовано. Лянцкоронську забрали від Крюгера та перевели у Львів, на Лонцького. Але вона не зупинилася на цьому: склала доповідну Гімлеру, вимагаючи розслідування розстрілів гестапівцями львівських і станіславівських інтелектуалів, у тюрмі використовувала найменшу нагоду допомогти в'язням. Про рапорт Лянцкоронської довідався «сам фюрер». Гімлер шаленів від її зухвальства. Її життя знову висіло на волосинці. Та, зрештою, перші особи Райху вирішили якомога надійніше ізолювати заповзятливу шляхтянку від її співвітчизників (спочатку у тюрмах Берліна, а потім — у концтаборі Равенсбрюк), тим самим роблячи неможливою її правозахисну місію. Кароліна так більше ніколи і не повернулася до родинного краю. І лише через три роки, у квітні 1945 року, її, нарешті, звільнили з табору після втручання Міжнародного Червоного Хреста. У повоєнні роки вона не бачила можливості повернутися ні до радянського Львова, ні до комуністичної Польщі. Тому оселилася в Римі і цілком присвятила себе гуманітарній місії: створила численні установи, покликані вивчати та зберігати історико-культурну спадщину: Польський історичний інститут у Римі, Польське наукове товариство на чужині тощо. 1967 року заснувала фамільний «Фонд Лянцкоронських», який за більш ніж тридцять років свого існування надав стипендії багатьом тисячам науковців-гуманітаріїв для проведення студій у Західній Європі.
Лише після падіння у Польщі комуністичного режиму до неї прийшло офіційне визнання її заслуг перед національною та європейською культурою. Від президента Леха Валенси вона отримала найвищу нагороду — орден Polonia Restituta, від президента Італії — орден Al Merito della Repubblica Italiana. Її книжка з описом подій війни Wspomnienia wojenne 22 IX 1939 — 5 IV 1945 висувалася на здобуття літературної премії «Ніке» 2002 року. Папа Іван Павло II удостоїв її найвищих нагород Ватикану. Валенса запросив її, нарешті, повернутися до Польщі.
Але приїхати до рідної країни 90-річна немічна жінка вже не могла. Замість цього вона подарувала Польщі безцінну фамільну колекцію живопису, серед витворів якої полотна Тіціана, Тінторетто, Рембрандта, Матейки, Мальчевського та інших митців світової слави. Збірка картин Мальчевського з колишньої роздільської колекції зберігається й у Львівській картинній галереї.
2000 року Фонд Лянцкоронських виділив 14 тис. доларів на влаштування музею Золочівського замку. Можливо, останньою доброю справою Лянцкоронських в Україні стала реставрація барокового костелу Успіння Борогодиці в Ягільниці, завершена в рік смерті пані Кароліни за фінансової участі фамільного фонду.
Померла у Римі 2002 року у віці 104 років.